# Aarre Merikanto
Aarre Merikanto (født 29. juni 1893 i Helsinki, død 28. september 1958 i Helsinki) var en finsk komponist og pianist.
Merikanto hører til en af Finlands vigtige klassiske komponister i det 20. århundrede. Han studerede musik i Helsinki (1911) i Leipzig (1912–1914) og i Moskva (1916–1917).
Merikanto komponerede i romantisk stil, men bevægede sig med tiden over i en mere moderne atonal stil. Han har skrevet 3 symfonier, operaer, 3 violinkoncerter, orkesterværker, 3 klaverkoncerter, 2 cellokoncerter, sange etc.

## Kronologisk liste over værker
- 1911 Helena, opera (opført en gang siden ødelagt af komponisten)
- 1913 Klaverkoncert nr. 1 i fis-mol, opus 3
- 1914 Serenade for cello og strygeorkester
- 1914 Koncert-ouverture (tabt)
- 1914-1916: Symfoni nr. 1 i b-dur, opus 5 - for orkester
- 1915 Tema, fem variationer og fuga for orkester, opus 8
- 1915 Violinkoncert nr. 1 i g-mol, opus 9
- 1915 Savannah-la-Mar for sopran og strygeorkester
- 1916 Lemminkainen, Symfonisk digt for orkester, opus 10
- 1917 Drøm, Symfonisk digt for orkester (gået tabt)
- 1918 Symfoni nr. 2 i a-dur, opus 19 - for orkester
- 1918 Alla marcia for orkester
- 1919 Cellokoncert nr. 1 i d-dur, opus 21
- 1920-1922 Juha, opera
- 1922 Ekho for sopran og orkester
- 1922 Høst-sonet for sopran og orkester
- 1923 Fantasia for orkester
- 1924 Pan, Symfonisk digt for orkester, opus 28
- 1925 Violinkoncert nr. 2, opus 30
- 1925 Suite for orkester
- 1926 Koncertstykke for cello og kammerorkester
- 1927-1931 Partita/suite nr. 1 for orkester
- 1928 Symfonisk studie for orkester
- 1929 Notturno, Symfonisk digt for orkester
- 1930 Ti stykker for orkester (på finsk: Kymmenen kappaletta orkesterille)
- 1931 Violinkoncert nr. 3 (aldrig opført og tilintetgjort af komponisten i 1955)
- 1932 Fire stykker for orkester
- 1933 Andante religioso for orkester
- 1933 Præludium og fuga for orkester (gået tabt)
- 1934 Vuggevise for lille orkester
- 1934 Skitse for lille orkester
- 1934 Canzone for strygeorkester
- 1934-1935 Bortførelsen af Kyllikki, Symfonisk digt for orkester
- 1935-1937 Klaverkoncert nr. 2
- 1936 Intrada for orkester
- 1936 To studier for lille orkester
- 1936 Finske folkemelodier for orkester
- 1936 Finske folkedanse for orkester
- 1937 Scherzo for orkester
- 1937 Fem ugriske folkemelodier - suite nr. 1 for lille orkester
- 1938 Fem ugriske folkemelodier - suite nr. 2 for lille orkester
- 1938-1943 Ukri for mandskor og orkester
- 1940 Tre impressioner for orkester
- 1940 Olympisk fanfare for 4 trompeter, 4 horn, 3 tromboner, tuba og trommer
- 1941 To stykker for orkester
- 1941-1943-1944 Cellokoncert nr. 2 i d-mol
- 1942 Sommernatsmusik for lille orkester
- 1943 Arioso (ugrisk melodi) for fløjte, klarinet og strygere
- 1947 Hellas laurbær for kor og orkester
- 1948 Jubilæumskantate for sopran, tenor, kor og orkester
- 1949-1950 Kantate for sopran, baryton, kor og orkester
- 1950 Talviset tilhet for sangstemme og orkester
- 1951 Valvotko kaukana siella? for sangstemme og lille orkester
- 1951 Verajapuu for sangstemme og orkester
- 1951-1952 Olympisk hymne for kor og orkester
- 1952-1953 Symfoni nr. 3 - for orkester
- 1953 Ihalempi for mandskor og orkester
- 1954 Violinkoncert nr. 4
- 1955 Klaverkoncert nr. 3
- 1956 Andante for strygeorkester
- 1956 Tuhma for mandskor og orkester
- 1956 Genesis for sopran, kor og orkester